# أثل أردني
الأَثل الأردني (باللاتينية: Tamarix jordanis) هو نوع نباتي يتبع جنس الأثل من الفصيلة الطرفاوية.

## الموئل والانتشار
موطن الأثل الأردني غور الأردن وسهل البقاع في بلاد الشام.